# Тупоу VI
Тупоу VI (повністю — Ахо'еіту Унуакі'отонга Туку'ахо Тупоу VI; нар. 12 липня 1959, Нукуалофа) — король Тонга з 18 березня 2012 року. Син Тауфа'ахау Тупоу IV.

## Коротка біографія
Ахо'еіту народився в королівському палаці в Нукуалофа, був третім сином в родині. Досягнувши дорослого віку розпочав військову кар'єру. У 1982 році пішов на службу в Тонганські військово-морські сили, в 1987 році став капітан-лейтенантом. У період з 1990 по 1995 роки командував патрульним човном «VOEA Pangai», брав участь в операції з підтримки миру на острові Бугенвіль в Папуа Нова Гвінея.
У 1998 році пішов із військової служби, став державним діячем, одночасно займаючи пости міністра оборони та міністра іноземних справ. На цих постах він замінив свого старшого брата Сіаосі. 3 січня 2000 року був назначений прем'єр-міністром Тонга. 11 лютого 2006 року з невідомих причин покинув цей пост. Його місце зайняв Фелеті Севеле — перший прем'єр-міністр без титулу та не аристократ.
Короля Тупоу VI та королеву Нанасіпауу коронували на урочистій церемонії, проведеній у Столітній Церкві в Нукуалофі 4 липня 2015 року преподобним Д'Арсі Вудом, відставним міністром Об'єднавчої Церкви в Австралії, який народився в Тонзі. Йому допомагали Преподобний Ахіо і Преподобна Тевіта Хавея, президент і генеральний секретар Церкви Вільного Весліана Тонга.
Одружений з донькою верховного вождя Ваеа, має трьох дітей.